# BOYS NOW
BOYS NOW（ボーイズ・ナウ）は2001年に結成された日本のメロディック・ハードコアバンド。STIFFEEN RECORDSを代表するバンドの一つである。

## 概要・来歴
メンバーはSTIFFEEN RECORDSやカクバリズムの代表の角張渉を始めとして、日本のパンクロック、ハードコアに深く関わる人物ばかりである。
暫く活動を休止していたが、2007年8月のライブにて復活する予定。

## メンバー
角張渉
ボーカル、ギター担当。
元snottyのメンバー。
チン中村
ギター、コーラス担当。
元SNAIL RAMP、元young punch、元snotty、元Derangements、銀杏BOYZ、敏感少年隊のメンバー。
岡亨
ベース、コーラス担当。
元BREAKfAST、NERVS、JOHNS TOWN ALOHAのメンバー。
TSUN2
ドラムス、コーラス担当。
元FRUITY、元TWINKLE、SUGARHILL DOWNTOWN ORCHESTRAのメンバー。

## 作品

### アルバム
- Boys Now On Thurs
  1. All Or Nothing
  2. Act Against
  3. Ready For Tomorrow
  4. Flash Back
  5. Call Your Name